# 野菜ジュース
野菜ジュース（やさいジュース、英: vegetable juice）とは野菜を磨り潰すなどしてジュースにしたものである。

## 歴史

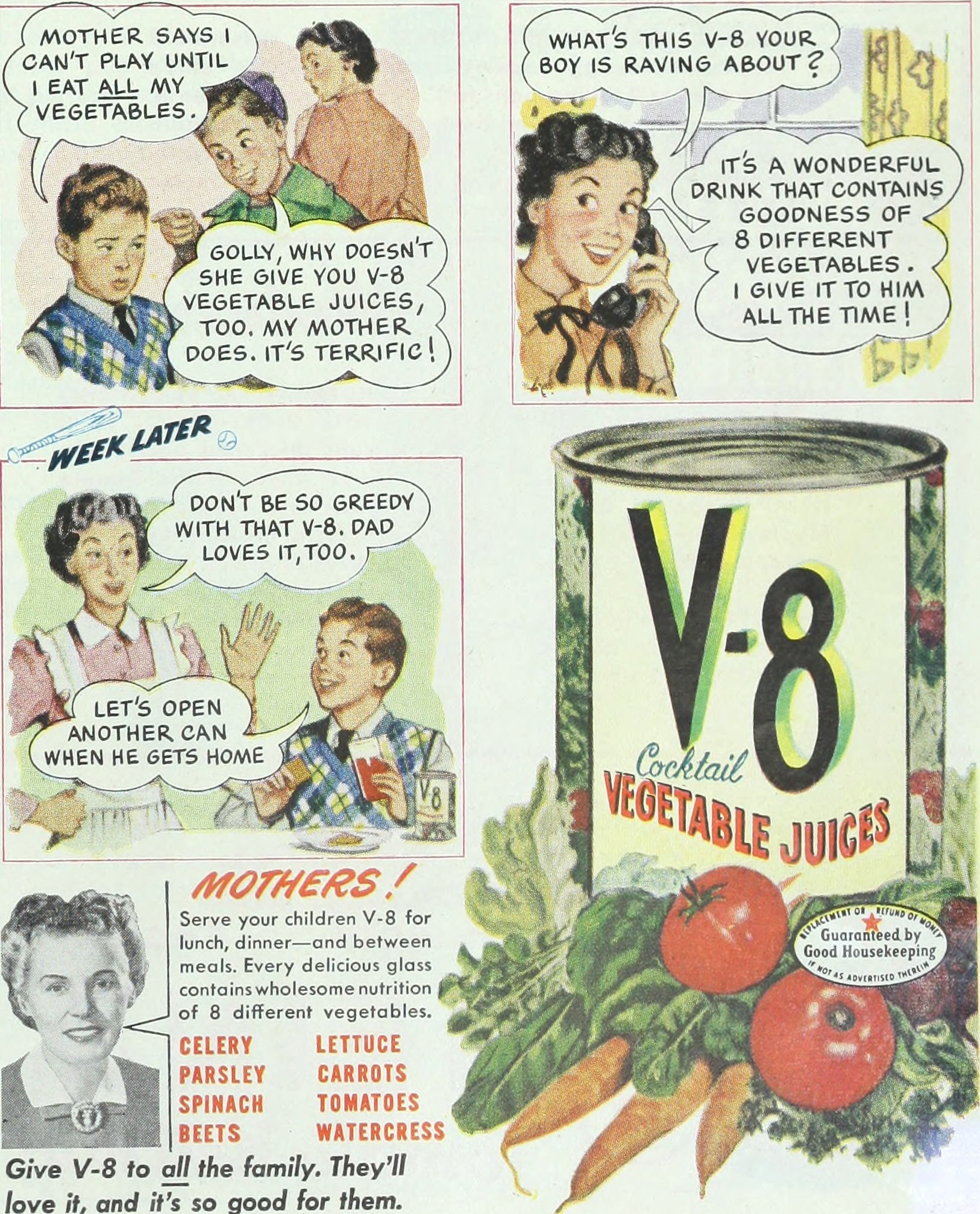
1948年の米国の女性雑誌に掲載されたV8野菜ジュースの広告

各家庭で野菜をしぼったりすりおろしてつくられていたものに関しては、市販品よりも歴史が古い。
市販品のトマトミックスジュースに関してはアメリカでは1948年に初めて商品化したキャンベルのV8野菜ジュースが有名である。後続の野菜ジュースに影響を与えた。
日本における野菜ジュースは、トマトジュースでのトマト不足により製造され、1957年か1959年に明治製菓から明治野菜ジュース・V7が発売された。1962年からはV8野菜ジュースなどが輸入され、1966年のゴールドパックを始めに各社から発売される。
後から出現した野菜・果実ミックスジュースでは1992年に伊藤園の充実野菜が発売され、1995年にカゴメの野菜生活100が発売された。

## 世界各地の野菜ジュース
野菜ジュースというのは、世界各地、それぞれの場所で入手しやすい野菜でつくられている。
各家庭で、ブレンダー（ミキサー）を使って、それぞれの家族の好みの野菜で作られる場合も多く、どのような野菜が使われるかは好み次第であり、べつに決まっていない。たとえば緑の葉野菜ばかりで作る人もいるし、ニンジンを採りたくてニンジンばかりで作る人もいる。また医者などの指導に従い食生活を改善するために、野菜のかわりにとりやすい野菜ジュースを自宅で作る人もいて、それも各人によって異なる。たとえば、医師から緑黄野菜をもっととりなさい、などと指導された人が野菜ジュースを作る場合は、たいていは緑黄野菜を多めに入れて作るということになる。
- 家庭でニンジンからつくるキャロットジュース
- 家庭でブレンダーでキャロットジュースをつくっているところ
- きゅうりとセルリーとアップルジュースのミックスジュース
- ブレンダーでつくったビートジュース
- トマトジュース

ジュース・バーで、好みの野菜を指定して、目の前で野菜ミックスジュースを作ってもらうこともできる。
スーパーなどに並ぶ市販品の野菜ジュースに関しては、欧米では、トマトをベースにし、そこに多種類の野菜汁をミックスしたものが広く流通している。
- ジュース・バー。好みの野菜を指定したり、苦手な野菜は除くよう指定したりして、好みの野菜ジュースを作ってもらうこともできる。
- 店舗にならぶV8野菜ジュース（現代）

## 日本での野菜ジュース

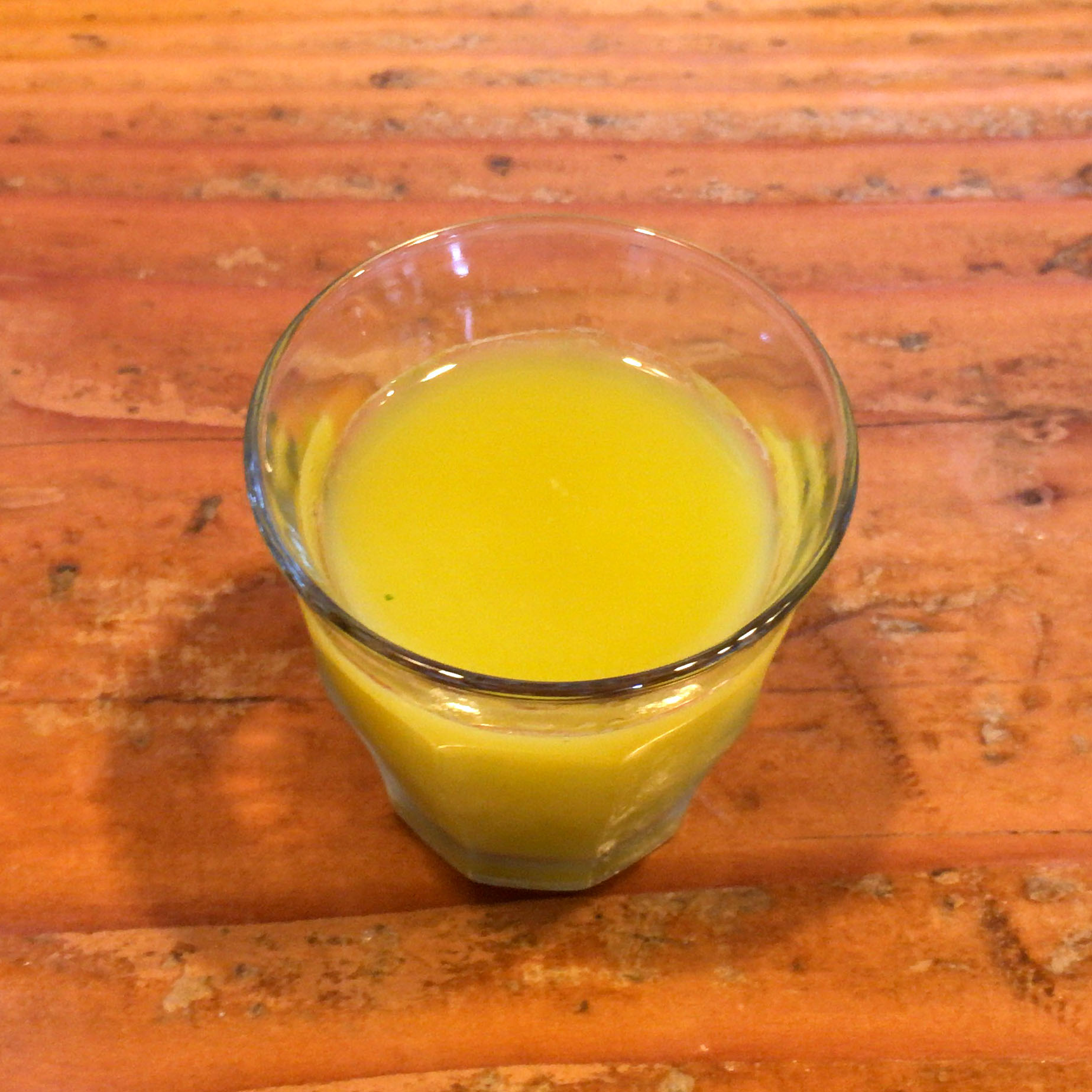
山本のハンバーグで提供されている野菜ジュース

日本でも、各家庭で、ブレンダー（ミキサー）などを使って、各人の好みの野菜ジュースが作られている。
レストランなどでも野菜ジュースをメニューに入れているところがある。
店舗に並ぶ市販品としては、日本では、トマトジュースと野菜汁を混ぜ合わせたトマトミックスジュース、にんじんジュースと野菜汁を混ぜ合わせたにんじんミックスジュースが商品として一般的である。野菜ジュースの基準は無いが、トマトジュース、トマトミックスジュース、にんじんジュース、にんじんミックスジュースという名称を使用するための基準がJAS規格で決められている。近年は野菜と果汁を混ぜたものも市場に出回っており、これに関してもJAS規格によって果汁50%以上かつ野菜汁と果汁のみのものを果実・野菜ミックスジュースとしている。

## 栄養素に関して
市販されている野菜ジュースを嗜好品として飲む人もいるが、栄養価値の高さから野菜不足の解消や健康のために飲むという人もいる。健康志向の客層を狙い、企業もどれだけの栄養素が詰まっているかを前面に出している場合がある。
トマトやニンジンなどの緑黄色野菜を素材としたものは、ビタミンC、ビタミンA、食物繊維の補給を謳っている。リンゴやブドウ、オレンジなどの果物と混ぜ合わせたものは、主にビタミンCの摂取を目的としているようである。
しかし、野菜と同じ栄養価ではない。製造工程において、飲みやすくするために食物繊維を取り除いたり、加熱殺菌などでビタミンCなどの栄養素、消化酵素が失われてしまうため、実際に使用した野菜の量に比べると栄養素が少ない。加熱後に栄養素が添加されている製品もあるが、必須ビタミンなどの数種類のみである。
2000年11月6日に国民生活センターが発表した資料によると、野菜系飲料1パッケージあたりの栄養成分量と緑黄色野菜120g（厚生省の設定した緑黄色野菜の摂取目標量）当りの栄養成分量とを比較したところ、ビタミンAについてはほぼ同等かそれを超える成分量の銘柄が10銘柄中7銘柄あったものの、それ以外の成分については低いものが多く、ビタミンCでは30%未満の銘柄が半数を超え、食物繊維に関しては8銘柄が半分未満であった。このため、発表資料の中で消費者へのアドバイスとして、野菜系飲料の栄養バランスは緑黄色野菜とは異なるので、食生活の補助的なものとして利用することを薦めている。
2007年10月12日に名古屋市消費生活センターが実施した成分分析で、「一日分の野菜（緑黄色野菜）使用」と表示した野菜ジュースには厚生労働省が推奨する1日の野菜摂取量350グラムを下回る量の栄養素しか含んでいないことが分かった。これは、野菜350グラムを「原料」としているだけであって「栄養素」は含むとは一言も言っていない、消費者の誤解を誘う表示である。消費者団体の主婦連合会は公正取引委員会と厚生労働省に実態調査をするよう申し入れている。